# Segunda División de Chile 2012
Campeonato Nacional de Segunda División de Fútbol Profesional 2012, eller enbart Segunda División 2012 var Chiles tredje högsta division för fotboll för säsongen 2012 och tillika den första säsongen av Segunda División. Under 2012 var Segunda División den tredje högsta divisionen jämte Tercera División.
Elva lag deltog denna säsong, varav fem lag var b-lag till olika lag från den högsta divisionen och dessa kunde inte flyttas upp. Inget av lagen kunde flyttas ner. De sex "riktiga" lagen spelade tillsammans med b-lagen i 20 omgångar, därefter delades serierna upp - b-lagen spelade en egen serie och de övriga en egen. De sex lagen som kunde flyttas upp spelade ytterligare tio matcher och de två främsta kvalificerade sig för playoff-spel mot två lag i Tercera División. Vinnaren av playoff-spelet flyttades upp till Primera B 2013. B-lagen spelade ytterligare åtta matcher.

## Första fasen
| Nr | Lag                | S  | V  | O | F  | GM | IM | MS  | P  |
| -- | ------------------ | -- | -- | - | -- | -- | -- | --- | -- |
| 1  | Unión San Felipe B | 20 | 12 | 3 | 5  | 43 | 26 | +17 | 39 |
| 2  | Iberia             | 20 | 12 | 1 | 7  | 39 | 31 | +8  | 37 |
| 3  | Deportes Temuco    | 20 | 11 | 4 | 5  | 34 | 29 | +5  | 37 |
| 4  | Provincial Osorno  | 20 | 9  | 5 | 6  | 24 | 23 | +1  | 32 |
| 5  | Colo-Colo B        | 20 | 9  | 3 | 8  | 44 | 37 | +7  | 30 |
| 6  | Fernández Vial     | 20 | 8  | 5 | 7  | 32 | 33 | −1  | 29 |
| 7  | Audax Italiano B   | 20 | 9  | 1 | 10 | 38 | 34 | +4  | 28 |
| 8  | Deportes Copiapó   | 20 | 8  | 4 | 8  | 43 | 35 | +8  | 28 |
| 9  | Deportes Melipilla | 20 | 7  | 7 | 6  | 30 | 29 | +1  | 28 |
| 10 | Unión Española B   | 20 | 4  | 3 | 13 | 31 | 48 | −17 | 15 |
| 11 | Rangers B          | 20 | 2  | 2 | 16 | 18 | 51 | −33 | 8  |

## Andra fasen
Provincial Osorno drog sig ur och spelade inte denna fas. Tvåan, Deportes Temuco, fick inte spela playoff-spel på grund av sin dåliga ekonomi, så platsen gavs till det tredjeplacerade laget istället. Fernández Vial fick sex poängs avdrag på grund av löneutbetalningsproblem.
| Nr | Lag                | S | V | O | F | GM | IM | MS  | P  |
| -- | ------------------ | - | - | - | - | -- | -- | --- | -- |
| 1  | Unión San Felipe B | 8 | 5 | 1 | 2 | 18 | 10 | +8  | 35 |
| 2  | Audax Italiano B   | 7 | 6 | 0 | 1 | 21 | 8  | +13 | 33 |
| 3  | Colo-Colo B        | 8 | 3 | 0 | 5 | 21 | 28 | −7  | 23 |
| 4  | Unión Española B   | 7 | 3 | 1 | 3 | 15 | 11 | +4  | 18 |
| 5  | Rangers B          | 8 | 1 | 0 | 7 | 5  | 23 | −18 | 7  |

| Nr | Lag                | S  | V  | O | F  | GM | IM | MS  | P  |
| -- | ------------------ | -- | -- | - | -- | -- | -- | --- | -- |
| 1  | Iberia             | 28 | 18 | 1 | 9  | 54 | 39 | +15 | 55 |
| 2  | Deportes Temuco    | 28 | 15 | 6 | 7  | 43 | 33 | +10 | 51 |
| 3  | Deportes Copiapó   | 28 | 14 | 5 | 9  | 60 | 41 | +19 | 47 |
| 4  | Deportes Melipilla | 28 | 8  | 9 | 11 | 35 | 40 | −5  | 33 |
| 5  | Fernández Vial     | 28 | 8  | 6 | 14 | 37 | 55 | −18 | 24 |

## Playoff-spel
I playoff-spelet deltog två lag från Segunda División, Iberia och Deportes Copiapó, samt två lag från Tercera División, Deportes Linares och Trasandino. I den första omgången möttes ett lag från Segunda División och ett lag från Tercera División. De båda vinnarna möttes i en sista omgången där det vinnande laget flyttades upp till Primera B 2013.

### Första omgången
| Lag 1      | Totalt       | Lag 2            | Möte 1 | Möte 2 |
| Iberia     | 1–1 (s: 3–4) | Deportes Linares | 1–0    | 0–1    |
| Trasandino | 1–5          | Deportes Copiapó | 1–1    | 0–4    |

### Andra omgången
| Lag 1            | Totalt | Lag 2            | Möte 1 | Möte 2 |
| Deportes Linares | 2–4    | Deportes Copiapó | 1–2    | 1–2    |